# Pierre Turgeon
Pierre Turgeon (Rouyn-Noranda, Quebec, Canada, 28 augustus 1969) was een Canadees professioneel ijshockeyspeler die op het eind van zijn carrière speelde National Hockey League's Colorado Avalanche. Turgeon heeft ook gespeeld voor de Buffalo Sabres, New York Islanders, Montreal Canadiens, St. Louis Blues, en Dallas Stars. Pierre is de jongere broer van oud-NHL speler Sylvain Turgeon.

## Spelersloopbaan
Turgeon werd aangetrokken door de Buffalo Sabres als eerste keuze in de 1987 NHL Entry Draft.
Hij werd in 1991 samen met Benoit Hogue, Uwe Krupp en Dave McLlwain, geruild met de New York Islanders voor Pat LaFontaine, Randy Wood, Randy Hillier en toekomstige belangen (in spelers). Zijn beste seizoen als Islander was het seizoen 1992-1993, waarin hij 58 goals scoorde en met een puntentotaal van 132 de Islanders naar de halve finale om de Stanley Cup leidde, die ze overigens in vijf games verloren van de Montreal Canadiens. Samen met de Islanders versloeg hij de Washington Capitals en weerhield hij de Pittsburgh Penguins van een derde opeenvolgende titel.
De eerste ronde, die de Islanders wonnen in zes games, is berucht om een ernstig incident. Na het scoren van een beslissende goal tijdens game zes in het Nassau Coliseum, checkte Dale Hunter van de Capitals Turgeon van achteren terwijl hij zijn goal vierde, en de klok dus stilstond. Hunter kreeg voor deze overtreding een schorsing van liefst 21 wedstrijden aan de broek, een van de hoogste schorsingen ooit opgelegd in de NHL. Met z'n arm uit de kom als resultaat kon 'Turge' pas in de halve finale zijn rentree weer maken, nadat de Islanders hadden afgerekend met Pittsburgh. Zijn grootse vorm van voor de blessure had hij echter nog niet te pakken. The Islanders werden in een spannende serie, waarvan twee wedstrijden in 'overtime' (verlenging) werden beslist, in de vijfde game uiteindelijk uitgeschakeld door de Montreal Canadiens, die later de Cup zouden pakken.
Tijdens het mislukte seizoen 1994-1995, besloot General Manager Don Maloney aan een nieuw team te bouwen. Dit hield in dat Turgeon en Vladimir Malakov geruild werden met de Montreal Canadiens voor Kirk Muller, Matthieu Schneider en Craig Darby. Hij werd ondanks een succesvolle periode in de Canadese miljoenenstad twee jaar later alweer geruild, ditmaal naar St. Louis Blues, Rory Fitzpatrick en Craig Conroy voor Murray Baron, Shayne Corson,
en vijfde ronde 'pick' voor de draft van 1997 op 29 oktober 1996. Als 'Free agent' (transfervrij) tekende hij een nieuw contract bij de Dallas Stars op 1 juli 2001, en vier jaar later op 3 augustus 2005 als free agent bij de Colorado Avalanche. Op 13 juni 2007 maakte Turgeon bekend een punt achter zijn indrukwekkende carrière te zetten.
In zijn periode bij de Islanders in het seizoen 1992-1993, mocht Turgeon de Lady Byng Memorial Trophy ontvangen. Hij naam deel aan de NHL All-Star Game in 1990, 1993, 1994, and 1996.
Op 8 november 2005 werd Turgeon de 34ste speler die de grens van 500 NHL-goals heeft bereikt.

## Persoonlijk leven
- Hij en zijn vrouw Elisabeth hebben vier kinderen, de tweeling Elizabeth en Alexandra [14], zoon Dominic [10] en dochter Valerie [8].
- Zijn eerste baantje was op een hockeyschool.
- Turgeon heeft zijn geboorteland Canada vertegenwoordigd in the Little League Wold Series in 1982.

## Carrièrestatistieken
| 1985–86    | Granby Bisons      | QMJHL      | 69   | 47  | 67  | 114  | 31  | —   | —  | —  | —  | —  |
| 1986–87    | Granby Bisons      | QMJHL      | 58   | 69  | 85  | 154  | 8   | 7   | 9  | 6  | 15 | 15 |
| 1987–88    | Buffalo Sabres     | NHL        | 76   | 14  | 28  | 42   | 34  | 6   | 4  | 3  | 7  | 4  |
| 1988–89    | Buffalo Sabres     | NHL        | 80   | 34  | 54  | 88   | 26  | 5   | 3  | 5  | 8  | 2  |
| 1989–90    | Buffalo Sabres     | NHL        | 80   | 40  | 66  | 106  | 29  | 6   | 2  | 4  | 6  | 2  |
| 1990–91    | Buffalo Sabres     | NHL        | 78   | 32  | 47  | 79   | 26  | 6   | 3  | 1  | 4  | 6  |
| 1991–92    | Buffalo Sabres     | NHL        | 8    | 2   | 6   | 8    | 4   | —   | —  | —  | —  | —  |
| 1991–92    | New York Islanders | NHL        | 69   | 38  | 49  | 87   | 16  | —   | —  | —  | —  | —  |
| 1992–93    | New York Islanders | NHL        | 83   | 58  | 74  | 132  | 26  | 11  | 6  | 7  | 13 | 0  |
| 1993–94    | New York Islanders | NHL        | 69   | 38  | 56  | 94   | 18  | 4   | 0  | 1  | 1  | 0  |
| 1994–95    | New York Islanders | NHL        | 34   | 13  | 14  | 27   | 10  | —   | —  | —  | —  | —  |
| 1994–95    | Montreal Canadiens | NHL        | 15   | 11  | 9   | 20   | 4   | —   | —  | —  | —  | —  |
| 1995–96    | Montreal Canadiens | NHL        | 80   | 38  | 58  | 96   | 44  | 6   | 2  | 4  | 6  | 2  |
| 1996–97    | Montreal Canadiens | NHL        | 9    | 1   | 10  | 11   | 2   | —   | —  | —  | —  | —  |
| 1996–97    | St. Louis Blues    | NHL        | 69   | 25  | 49  | 74   | 12  | 5   | 1  | 1  | 2  | 2  |
| 1997–98    | St. Louis Blues    | NHL        | 60   | 22  | 46  | 68   | 24  | 10  | 4  | 4  | 8  | 2  |
| 1998–99    | St. Louis Blues    | NHL        | 67   | 31  | 34  | 65   | 36  | 13  | 4  | 9  | 13 | 6  |
| 1999–00    | St. Louis Blues    | NHL        | 52   | 26  | 40  | 66   | 8   | 7   | 0  | 7  | 7  | 0  |
| 2000–01    | St. Louis Blues    | NHL        | 79   | 30  | 52  | 82   | 37  | 15  | 5  | 10 | 15 | 2  |
| 2001–02    | Dallas Stars       | NHL        | 66   | 15  | 32  | 47   | 16  | —   | —  | —  | —  | —  |
| 2002–03    | Dallas Stars       | NHL        | 65   | 12  | 30  | 42   | 18  | 5   | 0  | 1  | 1  | 0  |
| 2003–04    | Dallas Stars       | NHL        | 76   | 15  | 25  | 40   | 20  | 5   | 1  | 3  | 4  | 2  |
| 2005–06    | Colorado Avalanche | NHL        | 62   | 16  | 30  | 46   | 32  | 5   | 0  | 2  | 2  | 6  |
| 2006–07    | Colorado Avalanche | NHL        | 17   | 4   | 3   | 7    | 10  | —   | —  | —  | —  | —  |
| Totaal NHL | Totaal NHL         | Totaal NHL | 1294 | 515 | 812 | 1327 | 452 | 109 | 35 | 62 | 97 | 36 |